# Patrimônio (Uberlândia)
Patrimônio é um bairro nobre da Zona Sul de Uberlândia, e está localizado à 2 km do centro da cidade.
- O bairro Patrimônio é formado pelos antigos bairros: Copacabana, Copacabana - Setor Ômega, Chácaras Recreio, Patrimônio da Nossa Senhora da Abadia e Nossa Senhora da Abadia.[1]

## Origem do bairro Patrimônio
- Segundo registros da época, o Patrimônio foi o primeiro bairro da cidade, após o Fundinho (centro de Uberlândia).[2]
- O nome teve origem de terrenos denominados como “Patrimônio Nossa Senhora da Abadia”, onde ex-escravos começaram a morar no local, e com o passar dos anos foi atraindo mais pessoas.
- O início do bairro Patrimônio, foi a venda de terrenos, com preços irrisórios, pelo dono das terras, José Machado Rodrigues, que doou 12 alqueires a uma igreja no bairro. E quem comprou em sua maioria, foram a população negra, em meados de 1888, quando a escravatura foi abolida e cresciam os núcleos negros pela cidade.
- Muitas pessoas tinham medo de ir ao Patrimônio na época, porque foi considerado por muito tempo, uma área marginalizada.[3][4]

## Bairro Patrimônio atualmente
- Hoje o bairro é considerado nobre. Tem diversos prédios residenciais de médio e alto padrão. Além de bastante comércio, na sua principal via, a Avenida Liberdade.
- Além da avenida Liberdade, outras importantes vias do bairro, é a rua da Carioca e a Avenida dos Municípios, onde tem um viaduto que interliga a região central de Uberlândia à Zona Sul, passando pelo Copacabana e dando acesso à outros bairros.[5][6]
- Muitas pessoas ainda conhecem o bairro Patrimônio, como Copacabana, que é o maior loteamento dentro do bairro, que é em homenagem a cidade do Rio de Janeiro, a exemplo o nome das ruas: Arpoador, Leblon, Ipanema, Irajá, Sapucaí entre outras.
- O bairro Copacabana/Patrimônio abriga um dos maiores clubes recreativos do Brasil, o Praia Clube, na praça Primo Crosara.
- De acordo com o último Censo do IBGE 2010, o Patrimônio tinha em torno de 4420 habitantes. Hoje (2023), esse número deve ter ultrapassado os 8 mil.[7]
- Há na Praça Sebastião José Naves, algumas esculturas coloridas, em homenagem à Folia de Reis.